# Sowjetische Badminton-Mannschaftsmeisterschaft
Sowjetische Badminton-Mannschaftsmeisterschaften wurden von 1988 bis 1991 ausgetragen. Von 1964 an wurde an meist einem verlängerten Wochenende (teilweise im Rahmen der Einzelmeisterschaften) ebenfalls ein Teamwettbewerb ausgetragen, wobei die Mannschaften jedoch nicht aus Vereinsteams bestanden, sondern zum Beispiel aus Teams der Sowjetrepubliken, der Städte Moskau und Leningrad, der UdSSR-Auswahl oder des Armeesportklubs.

## Die Mannschaftsmeister
| Saison    | Sieger                |
| --------- | --------------------- |
| 1964      | RSFSR                 |
| 1966      | Ukrainische SSR       |
| 1958      | Ukrainische SSR       |
| 1970      | Ukrainische SSR       |
| 1972      | Ukrainische SSR       |
| 1974      | Ukrainische SSR       |
| 1976      | Ukrainische SSR       |
| 1978      | Ukrainische SSR       |
| 1980      | keine Daten           |
| 1981      | Spartak               |
| 1982      | RSFSR                 |
| 1983 1984 | keine Daten           |
| 1985      | UdSSR-Auswahl         |
| 1986 1987 | keine Daten           |
| 1988      | ZSKA Omsk             |
| 1989      | ZSKA Omsk             |
| 1990      | Meteor Dnepropetrovsk |
| 1991      | Meteor Dnepropetrovsk |